# Auguste Dupin
Pour les articles homonymes, voir Dupin.
Le chevalier Auguste Dupin est un personnage de fiction créé par Edgar Poe pour la trilogie, dite « trilogie du chevalier Auguste Dupin » : Double assassinat dans la rue Morgue (1841), Le Mystère de Marie Roget (1842-1843), inspirée de l'affaire Mary Rogers, et La Lettre volée (1844), trois contes traduits par Baudelaire qui les inclut dans Histoires extraordinaires et Histoires grotesques et sérieuses. 
Celle-ci appartient au genre policier, dont Edgar Poe est souvent considéré comme l'inventeur.
Ces nouvelles sont à la base du roman policier moderne. Dans le Paris mouvementé de la monarchie de Juillet, elles mettent en scène un enquêteur privé, Auguste Dupin, dont les seules facultés d'observation et d'analyse lui permettent de venir à bout de redoutables énigmes judiciaires. 
Le lecteur avide des exploits de Dupin, dut se contenter de ces trois textes jusqu'en 1968, année où le Britannique Michael Harrison publia un premier recueil de nouvelles aventures, paru en France sous le titre Le Retour du chevalier Dupin (1990). 
Le personnage a également été repris par Gérard Dôle dans Les Extraordinaires Aventures du chevalier Dupin et par Fabrice Bourland dans La Dernière Enquête du chevalier Dupin (collection « Grands détectives » chez 10/18).

## Le chevalier Dupin et Sherlock Holmes

### Référence au chevalier Dupin dans le Canon
Sir Arthur Conan Doyle fait référence au chevalier Dupin dans son premier roman mettant en scène Sherlock Holmes : Une étude en rouge.
La référence vient d'abord de Watson : 

« – […] Vous me rappelez le Dupin d'Edgar Allan Poe. Je n'imaginais pas que de telles personnalités puissent exister en dehors des récits.
Sherlock Holmes se leva et alluma sa pipe.
– Vous pensez certainement me faire un compliment en me comparant à Dupin, observa-t-il. De mon point de vue, c'est un collègue tout à fait inférieur. Cette façon de s'immiscer dans les réflexions de ses amis avec une remarque tout à fait à propos, après un quart d'heure de silence, est vraiment très artificielle et tape-à-l'œil. Il possède sans aucun doute un certain génie analytique. Mais ce n'était en aucun cas un phénomène tel que Poe semble l'imaginer. »

Arthur Conan Doyle lui-même affirme dans son autobiographie que « le détective talentueux de Poe, M. Dupin, faisait partie de mes héros depuis l'enfance ».

#### Anecdote
Dans la nouvelle Le Détective volé, René Reouven fait dire à Sherlock Holmes, dans une conversation avec Watson : « Vous savez combien les exégètes de la fin du XIXe et du début du XXe siècle ont souligné l’inspiration que sir Arthur aurait puisée chez Poe. D’abord rencontre du détective et du narrateur qui décident de louer un logement ensemble. Ensuite, enquête commune, rapportée par ledit narrateur. » Puis, très paradoxalement — et plutôt humoristiquement — la nouvelle se termine sur la conclusion que c'est Holmes et Watson qui ont inspiré Dupin et son compagnon, et non pas l'inverse.

### Autres références

#### Écrins Fatals, Pierre Charmoz et Jean-Louis Lejonc
En 2015, Pierre Charmoz et Jean-Louis Lejonc mettent en scène le chevalier Dupin et Sherlock Holmes dans deux cordées concurrentes lors de la première ascension de la Barre des Écrins en 1864. Le personnage d'Edward Whymper apparaît également dans le récit.

#### La Ligue des gentlemen extraordinaires
Le Chevalier Auguste Dupin fait une apparition dans le premier volume. Il y accompagne Mina Murray et Allan Quatermain dans la résolution d'une série de meurtres.